# Valignat
Valignat – miejscowość i gmina we Francji, w regionie Owernia-Rodan-Alpy, w departamencie Allier.

## Demografia
Według danych na rok 1990 gminę zamieszkiwały 42 osoby, a gęstość zaludnienia wynosiła 18 osób/km². W styczniu 2015 r. Valignat zamieszkiwało 81 osób, przy gęstości zaludnienia wynoszącej 34,8 osób/km².